# Хуго I (граф на Ретел)
Хуго I (на френски: Hugues Ier de Rethel; * 1040, † 28 декември 1118) е граф на Ретел (1040– 1118).

## Произход
Той е син на граф Манасес III (* 1022, † 1065), граф на Ретел, и на Юдит от Руци (* 1035), дъщеря на граф Гизелберт от Реймс и внучка на Рени от Руци и на Алберада, дъщеря на херцог Гизелберт от Лотарингия и кралица Герберга Саксонска.

## Фамилия
Хуго I се жени за Мелисенда дьо Монлери, дъщеря на граф Гуидо I дьо Монлери. Те имат децата:
- Манасий († пр. 1120/1122), граф на Ретел (?)
- Балдуин II дьо Бурк (* пр. 1080, † 21 август 1131), господар на Бурк, граф на Едеса и от 1118 г. крал на Йерусалим
- Жерве († пр. 1124), от 1118 граф на Ретел
- Матилда (1091 – 1151), от 1124 графиня на Ретел, ок. 1124 омъжена за Ед дьо Витри († ок. 1158), граф на Ретел от ок. 1124
- Ходиерна, 1-ви мъж: Херибранд II дьо Херж († 1114), шателен дьо Буйон; 2-ри мъж: 1114 г. Рожер Салернски († 28 юни 1119), от 1112 регент на Антиохия
- Сесилия
- Беатриса, мъж: от ок. 1101/1104 принц Леон I (Армения) († 14 октомври 1140), княз на Киликия